# Orconectes indianensis
Orconectes indianensis är en kräftdjursart som först beskrevs av Hay 1896.  Orconectes indianensis ingår i släktet Orconectes och familjen Cambaridae. IUCN kategoriserar arten globalt som livskraftig. Inga underarter finns listade i Catalogue of Life.